# Status Buzzard
Status Buzzard je bas kitara, ki jo je zasnoval in uporabljal angleški rock basist John Entwistle in ki jo je izdelovalo angleško podjetje Warwick (samo lesena kitara), pozneje pa tudi Status (ki jo je proizvajalo iz enega samega kosa grafita (obdelan podobno kot fiberglas). Po smrti basista je podjetje Warwick na sodišču izjavilo, da je oblika njihova ideja, ne pa Entwistlova. Rezultat tega je, da Status ne sme več proizvajati Buzzardov. 